# Rönnpraktbagge
Rönnpraktbagge (Agrilus mendax) är en art i insektsordningen skalbaggar som tillhör familjen praktbaggar.

## Kännetecken
Rönnpraktbaggen är ganska liten praktbagge med en kroppslängd på 12 millimeter. Dess kroppsform är långsmal och den har ganska korta antenner. Ovansidan är bronsfärgad och undersidan är grönglänsande.

## Utbredning
Rönnpraktbaggen finns i delar av Skandinavien, Baltikum och Ryssland. Dess utbredning inom ett område är dock sällan allmän, utan ofta mycket lokal. I Sverige har den endast hittats i Dalarna och i Hälsingland.

### Status
Rönnpraktbaggen är i Sverige klassad som starkt hotad av Artdatabanken. Det största hotet mot arten är dess begränsade utbredning och låga antal individer i varje population. Detta gör den känslig också för till synes små ogynnsamma förändringar, som igenväxning av en enskild lokal eller nedhuggning av ett enskilt bestånd träd.

## Levnadssätt
I Sverige lever rönnpraktbaggen endast på rönn i öppna eller halvöppna miljöer. Äggen läggs i skador på trädets bark och larverna lever sedan under barken och äter och växer i två år. De förpuppar sig i början av juni det andra året och i mitten av juni kommer den fullbildade skalbaggen fram.